# Henry Chilver, Baron Chilver
Amos Henry Chilver, Baron Chilver FRS, FEng (* 30. Oktober 1926 in Barking, Essex; † 8. Juli 2012 in Cornwall) war ein britischer Ingenieurwissenschaftler und Politiker (Conservative Party).

## Leben und Karriere
Chilver wurde als Sohn von Amos Henry Chilver und dessen Frau A.E. Mack geboren. Nach dem Besuch der Southend High School for Boys studierte er an der University of Bristol, wo er 1947 mit einem Bachelor of Science im Fach Maschinenbau abschloss. 1951 erwarb er einen PhD im Bereich Tiefbau (Civil Engineering) und 1962 einen Doctor of Science. Von 1952 bis 1954 war er Dozent (Lecturer) an der University of Bristol. Von 1958 bis 1961 lehrte er am Corpus Christi College der University of Cambridge.
Von 1961 bis 1969 war er Chadwick-Professor für Tiefbau am University College London. Von 1970 bis 1989 war er Vizekanzler (Vice-Chancellor) der Cranfield University. Er war  außerdem Mitglied des Verwaltungsrates (Member of Court) der Cranfield University.
In den frühen 1980er Jahren war er Vorsitzender (Chairman) der Northern Ireland Higher Education Review Group, welche mit der Erstellung eines Berichts (sog. Chilver Report) über die Vereinheitlichung der in Nordirland gebräuchlichen Initial Teacher Education (ITE) beauftragt war. 1983 wurde Chilver Nachfolger von Jock Campbell, Baron Campbell of Eskan als Vorsitzender (Chairman) der Milton Keynes Development Corporation (MKDC).
Von 1982 bis 1995 war er Präsident des Institute of Management Services; von 1993 bis 1995 Präsident des Institute of Logistics. Chilver war von 1988 bis 1991 Vorsitzender (Chair) des Universities Funding Council. Er sah Aspekte der Zusammenarbeit von Universitäten untereinander kritisch. Von 1992 bis 1995 war er Vorsitzender des Grubenunternehmens English China Clays. Am 25. Februar 1993 wurde er zum Vorsitzenden (Chairman) des Bergbauunternehmens RJB Mining ernannt. Er blieb bis 1997 im Amt. Chilver war auch Direktor von Imperial Chemical Industries.
Von 1995 bis 1998 war er Vorsitzender (Chairman) bei Chiroscience plc, sowie von 1996 bis 1998 bei der Plymouth Development Corporation. Chilver war von 1993 bis 1995 Direktor des pharmazeutischen Unternehmens Zeneca plc.
Chilver schrieb zwei Bücher: 1958 Problems in Engineering Structures mit R. S. Ashby und 1959 Strength of Materials mit John Case, der noch vor Vollendung des Buches starb.

## Mitgliedschaft im House of Lords
Chilver wurde am 14. Juli 1987 zum Life Peer als Baron Chilver, of Cranfield in the County of Bedfordshire ernannt. Am 15. Juli 1987 wurde er offiziell ins House of Lords mit der Unterstützung von Rhys Lloyd, Baron Lloyd of Kilgerran und Max Beloff, Baron Beloff eingeführt. Seine Antrittsrede hielt er am 15. Juli 1992 zum Thema Industriepolitik.
Als Themen von politischem Interesse gab er auf der Website des Oberhauses Bildung, Wirtschaft und Umwelt an.
Er sprach über Industriepolitik, Kleinunternehmen, Universitäten und Höhere Bildung. Er meldete sich im House of Lords nur unregelmäßig zu Wort. Im November 1992 sprach er zu Kleinunternehmen. 1993 meldete er sich in einem Beitrag über Universitäten zu Wort. Erst sieben Jahre später, sprach er am 14. Juni 2000, zum Thema Höhere Bildung. Dies war seine letzte Wortmeldung dort. An einer Abstimmung nahm er zuletzt am 21. März 2005 teil.
Im ausgewerteten Zeitraum (2000–2012) war seine Anwesenheit gering und lag im einstelligen Bereich. Zuletzt war er 2010 anwesend.

## Auszeichnungen
1977 wurde Chilver Fellow der Royal Academy of Engineering und 1982 bei der Royal Society. Er wurde 1978 Knight Bachelor. Er erhielt den Ehrendoktortitel eines Doctor of Science von der University of Leeds (1982), der University of Bristol (1983), der University of Salford, der University of Strathclyde (1986), der University of Buckingham (1990), der University of Bath (1986), dem Cranfield Institute of Technology (1989) und der Technischen Universität Compiègne (1990).
Chilver war seit 1981 Honorary Fellow des Corpus Christi College Cambridge und Ehrenmitglied (Companion) des Institute of Management.

## Familie und Privates
Chilver heiratete 1959 Claudia Grigson, die Schwester des Schiffstechnikers Christopher Grigson. Aus der Ehe gingen fünf Kinder hervor. Er starb am 8. Juli 2012 im Alter von 85 Jahren in seinem Haus in Cornwall.
Chilver stand Porträt für den Maler Andrew Festing. Dieses Gemälde gehört zur Milton Keynes Civic Collection.

## Veröffentlichungen
- mit R. S. Ashby: Problems in Engineering Structures. Edward Arnold, 1958, ISBN unbekannt
- mit John Case: Strength of Materials. Edward Arnold, 1959/1961, ISBN unbekannt